# Дондокова, Цырен-Дулма Дондоковна
 Цырен-Дулма Дондоковна Дондокова(1911, село Байсын Эбэр (ныне Алан, Хоринского района Бурятии) 
Забайкальская область, Российская империя — 2001) — бурятская и советская поэтесса, прозаик, драматург, переводчик. Народная поэтесса Бурятии, Заслуженный работник культуры Российской Федерации и Бурятии. Член Союза писателей СССР и России. Лауреат Республиканской премии Бурятской АССР.

## Биография
Комсомолка 20-х годов. Окончила педагогический техникум, учительствовала в Читинской области. За хорошую общественную и педагогическую работу была удостоена премии ЦК ВЦСПС и Наркомата просвещения СССР. Н. К. Крупская лично поздравила сельскую учительницу.
С 1940 по 1948 — редактор учебной литературы в Бурятском книжном издательстве в Улан-Удэ. Переводила с русского языка на бурятский язык и готовила к изданию школьные учебники на бурятском языке.

## Творчество
Первая поэтесса Бурятии.
Дебютировала в 1933 году, когда было опубликовано её первое стихотворение. В 1946 г. выпускает сборник лирических стихов «Две любви».
В последующие годы выходят сборники стихов «Пером времени», «Камни поют», «Веление сердца» (1959), «Коралловый браслет» (1975). Два сборника стихов в переводе на русский язык — «Девушка с Байкала» (1963) и «Солнце-гора» увидели свет в московских издательствах.
Ц.-Д. Дондокова перевела на бурятский язык много произведений русской и советской классики.

## Избранные произведения
На бурятском языке:
- Две любви. Стихи. Улан-Удэ, 1946.
- Биение сердца. Стихи, песни. Улан-Удэ, 1959.
- Майские цветы. Стихи для детей. Улан-Удэ, 1961.
- Девушка с Байкала. Повесть в стихах. Улан-Удэ, 1963.
- К солнцу. Стихи и поэмы для детей. Улан-Удэ, 1966.
- Машу я луне. Стихи. Улан-Удэ, 1967.
- Камни поют. Поэма. Улан-Удэ, 1968.
- Дай руку, человек. Стихи и песни. Улан-Удэ, 1970.
- Пером времени. Избранное. Улан-Удэ, 1971.
- Наша девушка. Поэма в стихах и прозе. Улан-Удэ, 1972.
- Я — рыженькая. Стихи для детей. Улан-Удэ, 1974.
- Коралловый браслет. Стихи и поэмы. Улан-Удэ, 1975.
- Я — рыженькая. Издание второе, дополненное. Улан-Удэ, 1980.

На русском языке:
- Девушка с Байкала. Повесть в стихах. М.: «Молодая гвардия», 1963.
- Солнце-гора. Стихи. М.: «Советский писатель», 1967.
- Наша девушка. Поэма в стихах и прозе. Улан-Удэ, 1972.
- Стихи (В кассете «Слово о земле бурятской»). Улан-Удэ, 1973.
- «Сотворение счастья» (роман о годах коллективизации в бурятском улусе)
- «Вкус соли» (пьеса, в соавт., поставлена на сцене Бурятского государственного академического театра драмы имени Хоца Намсараева)
- «Большой колокол» (пьеса, в соавт., поставлена на сцене Бурятского государственного академического театра драмы имени Хоца Намсараева)
- «Днем ли, ночью ли» (пьеса, в соавт., поставлена на сцене Бурятского государственного академического театра драмы имени Хоца Намсараева)